# Thái Thiếu Đường
Thái Thiếu Đường (Leon Ong Chua theo tiếng Anh, 蔡少棠 theo tiếng Trung), sinh ngày 28 tháng 6 năm 1936, là một thành viên của Viện kỹ nghệ Điện và Điện Tử Hoa Kỳ và là một giáo sư tại khoa Kỹ Nghệ Điện và Khoa Học Máy Tính tại trường Đại học California tại Berkeley, nơi mà ông gia nhập năm 1971. Được coi là "cha đẻ của lý thuyết mạch phi tuyến và mạng nơ-ron lân cận (cellular neural network), ông còn là cha đẻ của công trình Thái Mạch (Chua's circuit) và là người đầu tiên thai nghén các lý thuyết nền tảng của nó, và dự đoán sự tồn tại của Memristor thể rắn (solid-state memristor). Ba mươi bảy năm sau đó, một memristor thể rắn được tạo ra bởi nhóm nghiên cứu dẫn đầu bởi R. Stanley Williams tại Hewlett Packard.
Họ Chua của ông là phiên âm từ 蔡 (Thái theo tiếng Việt) trong ngôn ngữ Malaysia / Philippines.
Thái Thiếu Đường là cha của giáo sư luật Thái Amy (Amy Chua), tác giả của cuốn sách "Chiến Ca Mẹ Hổ" [1] đã được dịch sang tiếng Việt nói về phương pháp dạy con kiểu Trung Quốc tại Mỹ.